# Galium cossonianum
Galium cossonianum là một loài thực vật có hoa trong họ Thiến thảo. Loài này được Jafri mô tả khoa học đầu tiên năm 1979.